# Nossentiner Hütte
Nossentiner Hütte település Németországban, Mecklenburg-Elő-Pomeránia tartományban. Lakosainak száma 647 fő (2023. december 31.).

## Népesség
A település népességének változása:
| Lakosok száma | 692  | 660  | 657  | 640  | 652  | 647  |
|               | 2014 | 2017 | 2019 | 2021 | 2022 | 2023 |